# Nuñez Point
Der Nuñez Point (französisch Pointe Núñez) ist eine Landspitze an der Graham-Küste des westantarktischen Grahamlands. Er liegt am westlichen Ende der Takaki Promontory und markiert nordöstlich die Einfahrt vom Grandidier-Kanal in die Leroux-Bucht.
Entdeckt wurde die Landspitze von Teilnehmern der Vierten Französischen Antarktisexpedition (1903–1905) unter der Leitung des Polarforschers Jean-Baptiste Charcot. Dieser benannte sie nach Kapitän Guillermo Núñez von der argentinischen Marine. Das Advisory Committee on Antarctic Names akzeptierte 1950 die Benennung der Landspitze in ihrer englischsprachigen Schreibweise.